# Antonello Sciacchitano
Antonello Sciacchitano (San Pellegrino Terme, 24 giugno 1940) è uno psicoanalista e matematico italiano.
Sciacchitano ha studiato medicina e matematica. Negli anni '70 conosce Jacques Lacan a Milano.
Psicanalista, ha insegnato all'Università degli Studi di Milano ed è collaboratore della rivista culturale italiana aut aut, diretta da Pier Aldo Rovatti . Nei suoi numerosi libri e saggi, Sciacchitano affronta l'idea di infinito e il suo effetto sulla psiche umana. Si occupa inoltre delle interrelazioni tra matematica, psicoanalisi e filosofia. Scrive regolarmente per il Journal of Psychoanalysis.

## Lavori
- La scienza come isteria. Il soggetto della scienza da Descartes a Freud e la questione dell'infinito. Turia + Kant, Vienna 2002.
- L'infinito e il soggetto. Perché dovresti conoscere la matematica quando parli di psicoanalisi. Riss-Verlag, Zurigo 2004.
- Infinita sovversione. Le origini scientifiche della scienza e la resistenza psicoanalitica alla scienza. Turia + Kant, Vienna 2008.